# Märzkämpfe in Mitteldeutschland

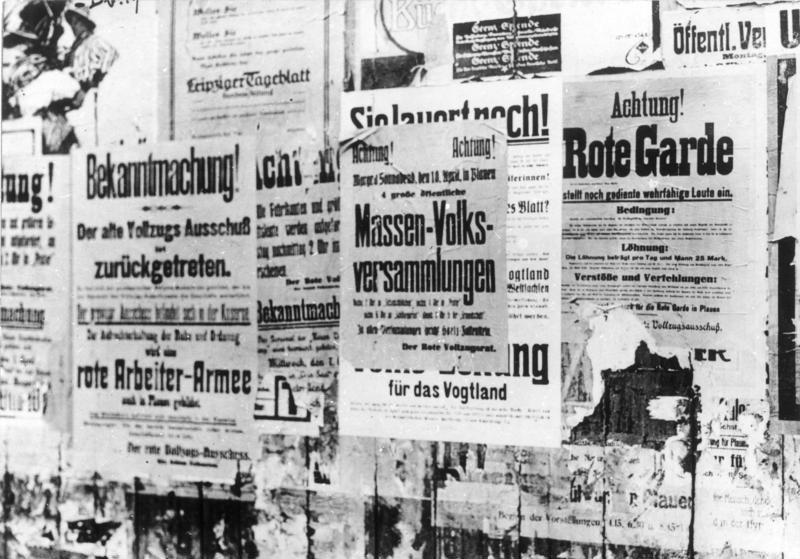
Plakatwand am Rathaus in Plauen

Der Mitteldeutsche Aufstand, auch Märzaktion, im März 1921 war eine von KPD, KAPD und anderen linksradikalen Kräften entfesselte bewaffnete Arbeiterrevolte in der Industrieregion um Halle, Leuna, Merseburg sowie im Mansfelder Land und in Hamburg. Die Aktion endete mit der Niederlage der Aufständischen, die zu einer zeitweiligen Schwächung der kommunistischen Partei beitrug.

## Vorgeschichte
Innerhalb der VKPD (also dem Zusammenschluss von KPD und linken Teilen der USPD) kam es im Februar 1921 zum Sturz der Parteiführung um Paul Levi. Dabei spielte Karl Radek als Abgesandter des Exekutivkomitees der Kommunistischen Internationale (EKKI) eine zentrale Rolle. An Levis Stelle traten Vertreter der bisherigen linken Opposition. Vorsitzende wurden Heinrich Brandler und Walter Stoecker.
Dieser Führungswechsel innerhalb der VKPD war eine zentrale Voraussetzung für den Mitteldeutschen Aufstand. Anfang März warben Abgesandte des EKKI unter der Führung von Béla Kun in Berlin für eine revolutionäre Aktion. Dieser Vorschlag wurde von der neuen linken Parteiführung bereitwillig aufgegriffen. Beide Seiten entwickelten das Konzept eines Aufstandsversuchs in den Industriegebieten in Mitteldeutschland für Ende März. Es war den Beteiligten klar, dass dies nicht zu einer kommunistischen Machtübernahme führen würde. Sie erhofften sich eine Schwächung der bürgerlichen Republik und den Sturz der Regierung von Constantin Fehrenbach. Die Parole sollte lauten: „Für das Bündnis mit Sowjetrussland und den Sturz der Regierung.“
Die Konzentration der Aktion auf Mitteldeutschland ergab sich aus der Stärke der VKPD in diesem Gebiet. Allein im Bereich Halle-Merseburg zählte die VKPD 67.000 Mitglieder.
Bei den Wahlen zum Preußischen Landtag am 20. Februar 1921 erhielt die VKPD dort fast 200.000 Stimmen. Die (Rest-)USPD und die VSPD kamen jeweils nur auf etwa 70.000 Stimmen. Allerdings war dies Gebiet vor der Vereinigung von USPD und KPD keine kommunistische Hochburg. Dort war vor allem der linke Flügel der USPD stark, der gerade erst fast geschlossen zur VKPD übergegangen war.
Bürgerliche Kreise, aber auch der SPD-Oberpräsident der Region Otto Hörsing befürchteten deshalb eine kommunistische Machtübernahme in dieser wichtigen Industrieregion. Hörsing kündigte am 17. März 1921 an, Einheiten der neu organisierten preußischen Polizei in das mitteldeutsche Industriegebiet zu entsenden. Es gab dafür durchaus sachliche Gründe. So war das Gebiet seit dem Kapp-Putsch nicht mehr wirklich zur Ruhe gekommen. Es gab wilde Streiks und Plünderungen. Außerdem waren noch immer zahlreiche Waffen in der Hand von radikalen Arbeitern. Aber der Polizeieinsatz war in erster Linie eine Präventivaktion. Insbesondere der preußische Innenminister Carl Severing war auf Grund von Indizien der Meinung, dass in Mitteldeutschland eine größere kommunistische Aktion bevorstünde. Der Einsatz begann am 19. März.
Die Nachricht vom bevorstehenden Einmarsch der Polizei führte dazu, dass die Zentrale der VKPD den Zeitplan für den Aufstand änderte. Man beschloss, noch am 17. März mit dem Aufstand zu beginnen. Der Polizeieinsatz war damit nicht der Auslöser für den Aufstand, sondern hat nur dazu geführt, den Aufstandsbeginn vorzuverlegen.

## Aufstand

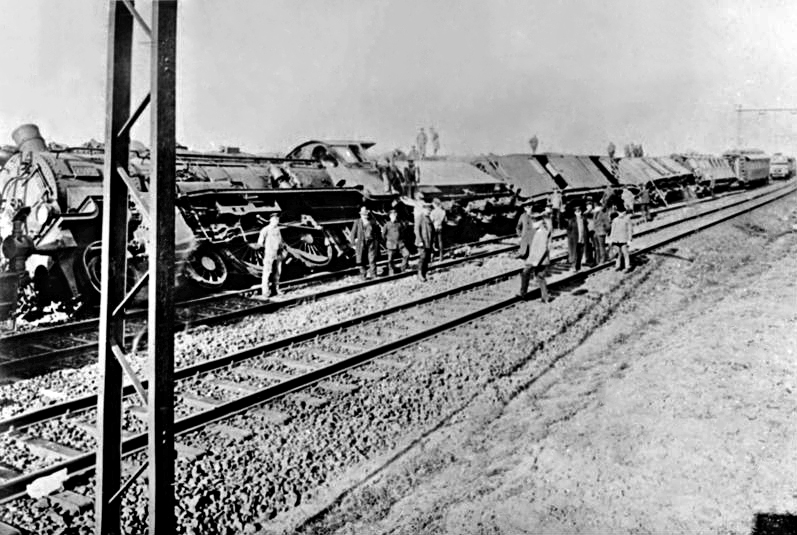
Eisenbahnattentat während der Märzkämpfe

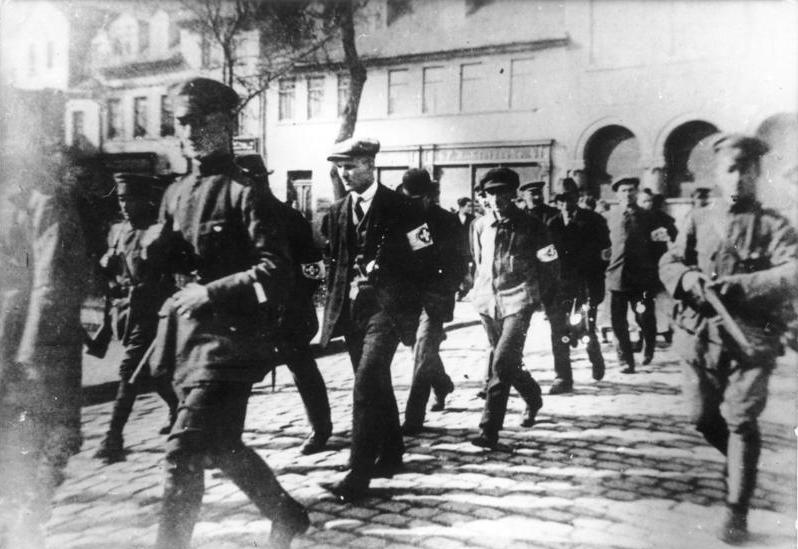
Revolutionäre Arbeiter werden in Eisleben von der Polizei abgeführt

Die Presse der VKPD gab sich ab dem 17. März sehr revolutionär. Béla Kun gab die Parole aus: „Die Waffe bringt die Entscheidung. – Und die Gegenrevolution will die Waffen nicht aus der Hand geben. (…) Ein jeder Arbeiter pfeift auf das Gesetz und erwirbt sich eine Waffe, wo er sie findet.“
Der Aufruf stieß zunächst auf ein verhaltenes Echo. Der Aufruf zum Generalstreik durch die VKPD-Bezirksleitung am 21. März wurde nur im näheren Mansfelder Bezirk befolgt. Erst am Folgetag wurde das gesamte Bergbaugebiet Mansfeld-Eisleben bestreikt. Einen Mittelpunkt bildete das Chemiewerk in Leuna.
Zur zentralen Gestalt des Aufstandes wurde, neben Karl Plättner, Max Hoelz. Dieser gehörte aber nicht der VKPD, sondern der KAPD an. Hoelz kam am 22. März im Industriegebiet in Mansfeld an. Er bewaffnete Arbeiter und Arbeitslose und überzog die Region um Mansfeld, Eisleben und Hettstedt mit Brandstiftungen, Plünderungen, Bankraub und Sprengstoffattentaten sowie Zugentgleisungen und Sprengungen von Eisenbahnstrecken. Bombenanschläge gab es unter anderem gegen Justizgebäude in Dresden, Leipzig und Freiberg. Dabei spielte teilweise auch der militärpolitische Apparat um Hugo Eberlein eine Rolle. Aufrührerische Arbeiter verbarrikadierten sich auf dem Gelände der Leunawerke.
Seit dem 23. März 1921 begannen die gewaltsamen Auseinandersetzungen zwischen den Aufständischen und der Polizei. In Hamburg kam es zur Besetzung der Werften Blohm & Voss und Vulkan. Ketty Guttmann rief dabei auf einer Belegschaftsversammlung bei Vulkan aus: „Die ganze Welt sieht auf Hamburg! Wenn Hamburg brennt, brennt die Welt! Ihr seid die Herren der Welt, wenn ihr nur wollt ... Wer die Waffen hat, hat die Macht, und wer hat die Waffen? Die Sicherheitsmannschaften! Wenn sie euch entgegentreten, nehmt ihnen die Waffen weg, dann habt ihr die Macht.“ Bei den Protestaktionen kamen mindestens 20 Menschen ums Leben. Guttmann wurde steckbrieflich gesucht und am 26. März zusammen mit Rudolf Lindau verhaftet.
Reichspräsident Friedrich Ebert (SPD) verhängte am 24. März den Ausnahmezustand nach Artikel 48 der Weimarer Verfassung für die Provinz Sachsen und Groß-Hamburg (einschließlich der zu Preußen gehörenden Teile, siehe Groß-Hamburg-Gesetz).
Die VKPD rief am gleichen Tag den Generalstreik im ganzen Reich aus, der jedoch nur in der Lausitz, Teilen des Ruhrgebiets und Thüringen sowie in Hamburg befolgt wurde. Es haben sich meist nur Regionen beteiligt, in denen es eigenständige Konfliktpotenziale gab. In Mitteldeutschland war es der Protest gegen die Besetzung durch die Polizei. Insbesondere in Mitteldeutschland war die Aktion aus Sicht der VKPD-Mitglieder eine ähnliche legitime Abwehrreaktion wie der Generalstreik gegen den gescheiterten konterrevolutionären Kapp-Putsch vom 13. März 1920 gegen die nach der Novemberrevolution geschaffene Weimarer Republik. Im übrigen Reich fehlte diese Begründung, auch die Anhänger der VKPD befolgten den Generalstreikaufruf nicht.
Im mitteldeutschen Industriegebiet verschärften sich nach Bekanntwerden der Präsidialverordnung die Kämpfe, die nun auch auf Halle, Merseburg und Bitterfeld übergriffen. Allerdings blieben die Streikenden aus den Reihen der VKPD und KAPD unter sich. Unterstützung von Anhängern der USPD oder gar der VSPD blieben fast gänzlich aus.
Am 29. März war der Aufstand militärisch weitgehend entschieden. Die Regierungstruppen setzten sich durch und schlugen die Aufstände nieder. Die Besetzung der Leuna-Werke wurde mit Artilleriebeschuss und der Erstürmung des Werksgeländes beendet. Am 1. April 1921 wurde die letzte, von Max Hoelz geführte, Gruppe von Aufständischen bei Beesenstedt zersprengt. Hoelz konnte zunächst entkommen und wurde zwei Wochen später in Berlin festgenommen.
Die Zentrale der VKPD erklärte am 1. April den Generalstreik, der so nicht für das gesamte Deutschland befolgt wurde, für beendet.

## Folgen
Insgesamt hatten sich am Streik im ganzen Reich etwa 200.000 Arbeiter beteiligt. Bei den Kämpfen kamen etwa 180 Menschen ums Leben. Darunter waren 35 Polizisten. Die Zahl der Verwundeten ist unbekannt. An die 6.000 Beteiligte wurden als Umsturzverdächtige verhaftet. Davon wurden 4.000 Beteiligte zu insgesamt 2.000 Jahren Gefängnis verurteilt. Acht wurden zu lebenslanger Haft und vier zum Tode verurteilt.
Die Aktion war ein völliger Fehlschlag für die VKPD. Der Aufstand war auch wegen der Vorverlegung unzureichend vorbereitet gewesen. Dies ermöglichte auch, dass im Aufstandsgebiet Max Hoelz und die KAPD die wichtigsten Akteure wurden. Es hatte aber auch von vorneherein an einem für viele Arbeiter überzeugenden Ziel gefehlt. Der ehemalige VKPD-Vorsitzende Levi wies darauf hin, dass die erste Initiative zur Aktion von der kommunistischen Internationale ausgegangen war.
Innerhalb der VKPD löste die „Märzaktion“ und die dieser zugrundeliegende „Offensivtheorie“ heftige innerparteiliche Auseinandersetzungen aus, welche zum Parteiaustritt beziehungsweise -ausschluss vieler Mitglieder, darunter der Mehrzahl der Reichstagsabgeordneten und der beiden ehemaligen Co-Vorsitzenden Paul Levi und Ernst Däumig, führten. Letztere warfen der Parteimehrheit und der Komintern-Führung um Grigori Sinowjew „Putschismus“ vor und gründeten die Kommunistische Arbeitsgemeinschaft (KAG), welche sich im Frühjahr 1922 der USPD anschloss.
Die VKPD insgesamt verlor durch die Niederlage erheblich an politischer Schlagkraft. Hatte die Partei nach der Vereinigung mit der USPD eine Unterstützerbasis von 450.000 Mitgliedern gehabt, sank die Zahl nach der Märzaktion auf 150.000 ab.

## Deutungen
Das Institut für Marxismus-Leninismus beim Zentralkomitee der SED anerkannte zwar, dass die Märzkämpfe schlecht vorbereitet waren und von „ultralinken“ Kräften missbraucht worden seien, sah sie aber im Kern als eine durch den Staat provozierte und dem Proletariat aufgezwungene Defensivmaßnahme an. Eine vorausgehende Aufstandsplanung der VKPD wurde verneint. Ossip K. Flechtheim sprach von kommunistischen Aufstandsplanungen, deren Ausbruch die preußische Regierung zuvorkam. Aus Sicht der bundesdeutschen Geschichtswissenschaft kommt Hans-Ulrich Wehler zu einem harschen Urteil. Bei dem Aufstand handelte es sich danach „keineswegs um eine der mystifizierten spontanen Massenerhebungen des Industrieproletariats, sondern um einen von der Moskauer Kominternzentrale gesteuerten Umsturzversuch, der auf einem eklatanten Fehlurteil über das revolutionäre Potential in Deutschland beruhte, so dass er auf Kosten der relativ kleinen Zahl irregeleiteter Akteure kläglich scheiterte.“ Zu einem ähnlichen Schluss kommt Heinrich August Winkler. Auch er sieht in der Märzaktion keine proletarische Massenerhebung, sondern einen von oben inszenierten Umsturzversuch der Komintern und ihrer deutschen Parteigänger.

## Literarische Bearbeitung im populären Leuna-Lied
„Bei Leuna sind viele gefallen, ja bei Leuna floss Arbeiterblut...“ ist (im Wortgebrauch der ehemaligen DDR) ein folkloristisches Arbeiterlied. Die Belege für diesen Liedtyp liegen in Varianten seit vor 1924 vor und sind bei Wolfgang Steinitz in seinem Buch Deutsche Volkslieder demokratischen Charakters aus sechs Jahrhunderten (Band 2, Akademie-Verlag, Berlin 1962, Nr. 280, S. 423–472) mit ausführlichem Kommentar und vielen Hinweisen dokumentiert. Die Textvarianten benützen zahlreiche neue Lokalisierungen, die jeweils entsprechenden Ereignissen angepasst sind (etwa: „In Remscheid sind viele gefallen…“, 1924, „In Eisleben sind viele Kommunisten…“, 1925 usw.). Melodien dazu belegt Steinitz seit 1933 (und die fußen wiederum auf ein Lied „Die Sonne sank im Westen…“, das seit den 1870er Jahren als Soldatenlied sehr populär wurde). Daneben gibt es eigene Liedtypen, die das Textmodell verwenden, so z. B. „Bei Wesel sind viele gefallen…“, 1927. Auch nach 1945 ist das Textmodell verwendet worden, und in der DDR ist im „Prozess der allmählichen Umwandlung eines sentimentalen Soldatenliedes […] ein revolutionäres Arbeiterlied“ entstanden. Vorlage des Leuna-Liedes ist ein älteres Lied, das sich mit Varianten wie „In Frankreich sind viele geblieben…“ und „In Flandern sind viele Soldaten…“ auf den Ersten Weltkrieg bezieht. Das Leuna-Lied war „das volkstümlichste deutsche revolutionäre Arbeitervolkslied der Weimarer Zeit“. Ein Arbeiterlied, so Steinitz, benützt das Modell des Volksliedes als politisches Agitationslied, und man kann es aufgrund seiner zeitweisen Popularität als Volkslied im weiteren Sinne bezeichnen. Das sogenannte Arbeitervolkslied war ein Schwerpunkt der DDR-Volksliedforschung, und dazu gab es z. B. mehrere Publikationen von Inge Lammel und von Hermann Strobach seit den 1970er Jahren.

### Zeitgenössische Darstellungen
- Theo Harych: Im Geiseltal. Berlin 1952.
- Otto Friedeberg: Erinnerungen an das Leipziger Zeitfreiwilligenregiment (1919/1920). Einst und Jetzt, Jahrbuch des Vereins für corpsstudentische Geschichtsforschung, Bd. 11 (1966), S. 63–66.
- Richard Müller: Eine Geschichte der Novemberrevolution. Berlin 2011. ISBN 978-3-00-035400-7 (Neuausgabe der drei Bände: Vom Kaiserreich zur Republik, Die Novemberrevolution, Der Bürgerkrieg in Deutschland. Wien/Berlin 1924–1925.)

### Neuere Literatur
- Christian Knatz: „Ein Heer im grünen Rock“? Der mitteldeutsche Aufstand 1921, die preußische Schutzpolizei und die Frage der inneren Sicherheit in der Weimarer Republik. Duncker & Humblot, Berlin 2000, ISBN 3-428-09898-6 (Quellen und Forschungen zur brandenburgischen und preußischen Geschichte 19), (Zugleich: Mainz, Univ., Diss., 1998).
- Sigrid Koch-Baumgarten: Der Aufstand der Avantgarde. Die Märzaktion der KPD 1921. Campus-Verlag, Frankfurt 1986, ISBN 3-593-33598-0 (Quellen und Studien zur Sozialgeschichte 6), (Zugleich: Berlin, Freie Univ., Diss., 1983).
- Aribert Schwenke: Zeitfreiwilligen-Verbände und Hallenser SC während der Unruhen in den Jahren 1919–21. Einst und Jetzt, Bd. 31 (1986), S. 47–72.
- Stefan Weber: Ein kommunistischer Putsch? Märzaktion 1921 in Mitteldeutschland. Berlin, Karl-Dietz-Verlag 1991, ISBN 3-320-01641-5.
- Heinrich August Winkler: Von der Revolution zur Stabilisierung. Arbeiter und Arbeiterbewegung in der Weimarer Republik 1918 bis 1924. Dietz, Berlin u. a. 1984, ISBN 3-8012-0093-0 (Geschichte der Arbeiter und der Arbeiterbewegung in Deutschland seit dem Ende des 18. Jahrhunderts 9).

## Filme
- Max Hölz. Ein deutsches Lehrstück (Regie: Rudolf Nussgruber, ZDF 1972).